# Bundesstraße 6
De Bundesstraße 6 (ook wel B6) is een bundesstraße in Duitsland die loopt door de deelstaten Bremen, Nedersaksen, Saksen-Anhalt en Saksen.
De B6 begint in Bremerhaven en loopt langs de steden Bremen, Nienburg, Neustadt am Rübenberge, Garbsen, Hannover, Laatzen, Hildesheim, Goslar, Aschersleben, Halle, Leipzig, Meißen, Dresden en Bautzen naar Görlitz bij de Poolse grens. De B6 is ongeveer 503 km lang.

## Routebeschrijving
Nedersachsen & Bremen
De B6 begint in  Bremerhaven op een kruising met de B71  en sluit bij afrit Bremerhaven-Süd aan op de A27.
Vervanging
Tussen afrit Bremerhaven-Süd en afrit Bremen-Überseestadt is de B6 vervangen door de A27.
Voortzetting
De B6 begint weer bij afrit Bremen-Überseestadt loopt door Bremen  en sluit bij afrit Bremen-Neustadt  aan op de A281 de stadssnelweg van Bremen.
Vervanging
Tussen de afrit Bremen-Neustadt en afrit Bremen/Brinkum is de B6 t vervangen door de A281 de B6n en  de A1.
Voortzetting
De B6 begint weer op afrit Bremen/Brinkum, looptlangs Stuhr waar de B51 aansluit. De B6 loopt verder door Weyhe en Syke, langs Nienburg waar ze samenloopt met de B214 en de B216. De B6 loopt verder langs Husum, Linsburg, Neustadt am Rübenberge sluit de B442 aan. De B6 loopt langs Garbsen, alvorens ze in de stad Hannover komt waar ze  bij de afrit Hannover-Herrenhausen de A2 kruist. In Hannover loopt de B6 samen met de B65 en de B3. Vanaf Seelhorst Kreuz loopt de B6 naar afrit Hannover-Messegelände en loopt door Laatzen hier kruist ze bij de afrit Laatzen de B443 en loopt door Sarstedt, Hildesheim waar zij de B1 kruist,  langs Gleidingen, waarna ze A7 kruist bij afrit Dernburg/Salzgitter. Dan loopt de weg langs Grasdorf en kruist bij afrit Baddeckenstedt de A39 en loopt verder door Baddeckenstedt en langs het westen van Salzgitter, hier  heeft ze tussen de afritten Salzgitter-Bad en Hohenrode samenloopt met de B248. De B6 loopt via Jerstedt naar Goslar. In Goslar heeft de B6  loopt ze samen met de B82. De B6 sluit via de Bad Harzburger Dreieck aan op de A369 en de B4.
Tussen de Bad Harzburger Dreieck en Halle is de B6 vervangen door de A369, de A36 de A14 en de B100. De A36 kruist de deelstaatgrens met Saksen-Anhalt.
Saksen-Anhalt
De B6 begint weer bij Kreuz Bernburg aan de A14. Ten oosten van de A14 loopt de B6 samen met de B185 langs Bernburg, Nienburg, Kleinpaschleben en Großpaschleben naar Köthen waar hij voorlopig eindigt op de afrit Köthen-Zentrum. Vanaf hier zal de weg uiteindelijk in zuidoostelijke richting doorlopen naar de afrit Ruhland waar ze eindigt de A9
Afwaardering
Het oude tracé is inmiddels vanaf Quedlinburg tot in het noorden van de stad Halle afgewaardeerd naar landesstraßen.
Voortzetting
De B6 begint weer in Halle op een kruising met de B80/B100. De B6/B80 loopt door Halle. Op een kruising bij Halle-Haupbahnhof slaat de B80 af terwijl de B91 hier begint en samenloopt met de B6. De B6 loopt verder langs Gröbers en Großkugel waarna net voor de A9 de deelstaatgrens met Saksen volgt.
Saksen
De B6 loopt verder  langs de afrit Großkugel waar ze de A9 kruist, langs Schkeuditz waar de B186 aansluit. Dan loopt B6 door Leipzig, waar een samenloopt is met zowel de B2 als de B87, en kruist bij afrit Leipzig-Ost de A14 en loopt verder door Machern, Bennewitz waar ze samenloopt met de B107 en Wurzen waar ze de rivier de Mulde kruist. De B6 loopt dan verder door Oschwatz, langs Riesa langs waar ze een samenloop kent met de B169. De B6  Het laatste deel naar Dresden loopt over de westelijke oever van de rivier de Elbe door Niederwarthal, Meißen en Radebeul naar Dresden. In Dresden kruist ze bij de afrit Dresden-Altstadt de A4. De B6 loopt nu door het centrum Dresden waar zowel de B97, de B170 als de B173 aansluiten op de B6. De B6 loopt in oostelijke richting, parallel aan de A4 de stad Dresden uit en loopt door Großharthau naar Bischofswerda  waar ze aansluit op de rondweg waar ze een samenloop heeft met de B98.
Vervanging
Tussen een kruising in het westen van Bischofswerda waar de B6 aansluit op de B98 een kruising met de B156 in het oosten van de stad Bautzen is de weg Vervangen door de B98, de A4 en de B156.
De B6 begint weer op een kruising met de B156 en loopt langs de stad Löbau waar de ze B178 kruist, lags Reichenbach en maar de grensstad Görlitz waar de B6 bij afrit Görlitz aansluit op de A4.
Trajectcontrole
Op de Bundestraße 6 bij Hannover is de eerste landelijke trajectcontrole in gebruik genomen. De maximumsnelheid is 100 km/u. De trajectcontrole is tussen Laatzen en Gleidingen, over een traject van 2.2 km.
B1 · B2 · B4 · B6 · B6n · B7 · B19 · B27 · B62 · B71 · B71n · B79 · B80 · B81 · B84 · B85 · B86 · B87 · B88 · B89 · B90 · B91 · B92 · B93 · B94 · B95 · B96 · B97 · B98 · B99 · B100 · B101 · B107 · B115 · B156 · B169 · B170 · B171 · B172 · B172a · B172b · B173 · B174 · B175 · B176 · B178 · B180 · B181 · B182 · B183 · B183a · B184 · B185 · B186 · B187 · B187a · B188 · B189 · B190 · B190n · B242 · B243 · B244 · B245 · B245a · B246 · B246a · B247 · B248 · B248a · B249 · B250 · B278 · B280 · B281 · B282 · B283 · B285
B1 · B3 · B3n · B4 · B5 · B6 · B6n · B27 · B51 · B61 · B64 · B65 · B68 · B69 · B70 · B71 · B72 · B73 · B74 · B74n · B75 · B79 · B80 · B82 · B83 · B188 · B190n · B191 · B195 · B207 · B209 · B210 · B211 · B212 · B213 · B214 · B215 · B216 · B217 · B218 · B238 · B239 · B240 · B241 · B242 · B243 · B243a · B244 · B245a · B247 · B248 · B322 · B401 · B402 · B403 · B404 · B408 · B431 · B433 · B434 · B435 · B436 · B437 · B438 · B439 · B440 · B441 · B442 · B443 · B444 · B445 · B446 · B447 · B461 · B475 · B482 · B490 · B493 · B494 · B495 · B496 · B497 · B524 · B530